# Jiří II. Břežský
Jiří II. Zbožný (*18. července 1523 v Legnici, † 7. května 1586 v Brzegu) byl kníže břežský z dynastie slezských Piastovců.
Byl synem lehnicko-břežského knížete Fridricha II. a jeho druhé ženy Žofie Braniborsko-Ansbašské.